# مطار غايلي هوانغبينغ
مطار غايلي هوانغبينغ (بالصينية: 凯里黄平机场)(إياتا: KJH، إيكاو: ZUKJ) مطار عام يقع بمدينة Huangping County في الصين. تم افتتاحه في 2 أكتوبر 2013، يبلغ طول المدرج 2600 م .  يقع في محافظة Huangping، على بعد 12 كيلومترًا شمال شرق مقر المحافظة و 54 كيلومترًا من غايلي. بدأ البناء في 28 ديسمبر 2010 باستثمارات إجمالية قدرها 870 مليون يوان. افتتح المطار في 2 أكتوبر 2013.

## شركات الطيران والوجهات
| شركـات طيـران    | الوجهات                                              |
| ---------------- | ---------------------------------------------------- |
| 9 Air            | مطار قوانغتشو باييون الدولي                          |
| Chengdu Airlines | مطار تشنغدو تيانفو الدولي، مطار فوتشو تشانغله الدولي |
| Fuzhou Airlines  | مطار جينجيانغ تشيوانتشو، مطار شيان شيانيانغ الدولي   |
| خطوط طيران أوكاي | مطار نانينغ وشو الدولي، مطار ووهان تيانهي الدولي     |

## وصلات خارجية
- http://www.flightstats.com/go/Airport/airportDetails.do?airportCode=KJH